# Traverse County
Das Traverse County ist ein County im US-amerikanischen Bundesstaat Minnesota. Im Jahr 2020 hatte das County 3360 Einwohner und eine Bevölkerungsdichte von 2,2 Einwohnern pro Quadratkilometer. Der Verwaltungssitz (County Seat) ist Wheaton.

## Geografie

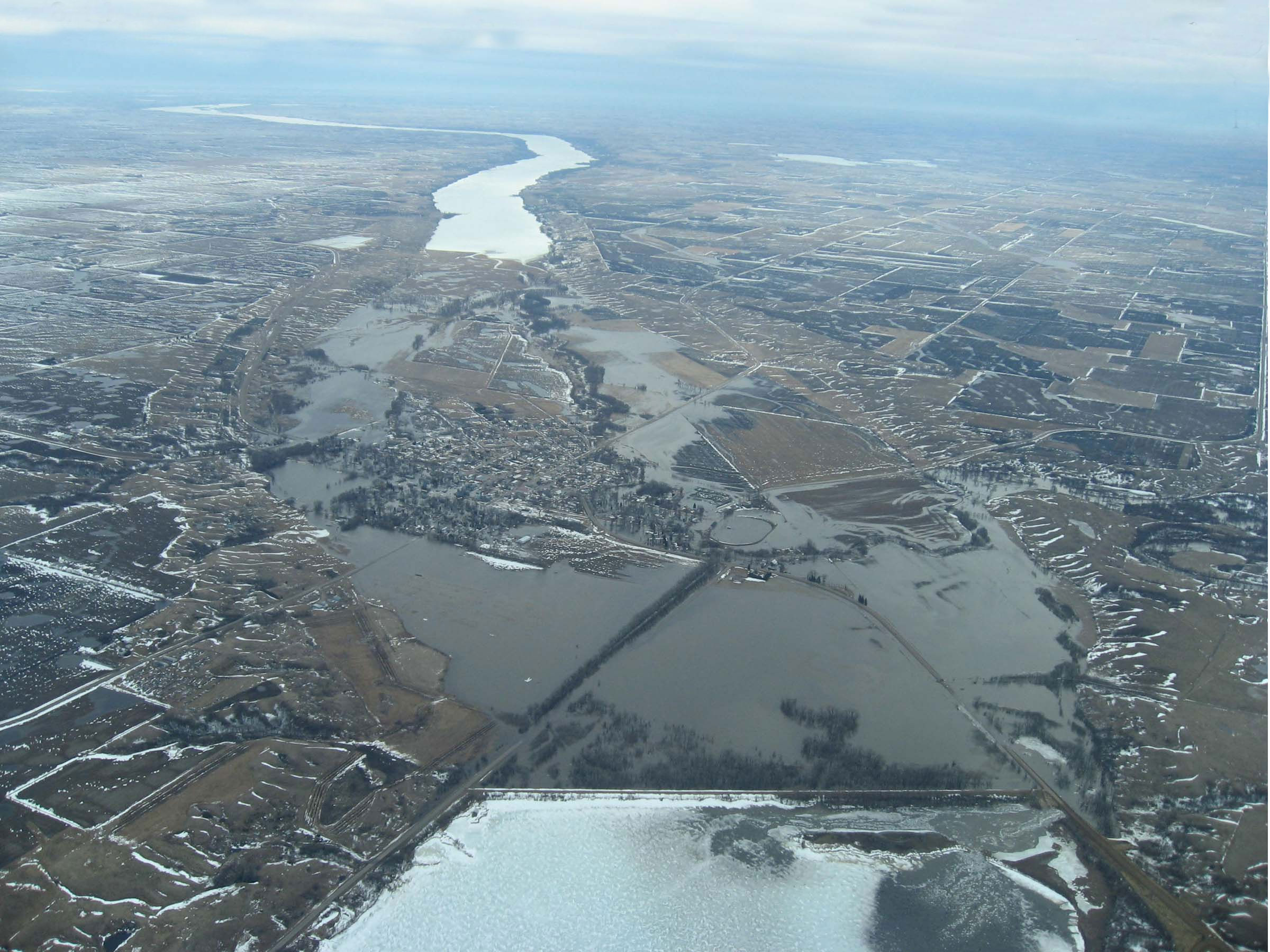
Browns Valley

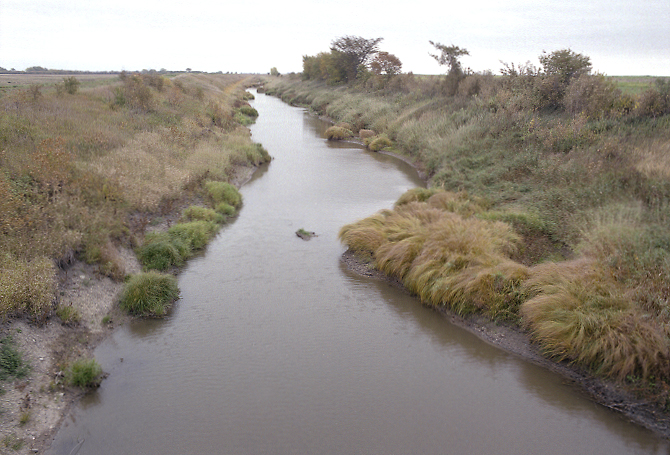
Der Mustinka River

Das County liegt im äußersten Westen Minnesotas am Lake Traverse, der die Grenze zu South Dakota bildet. Weiter nördlich stößt das County an die Schnittstelle der Staaten Minnesota, South Dakota und North Dakota.
Das Traverse County hat eine Fläche von 1518 Quadratkilometern, wovon 31 Quadratkilometer Wasserfläche sind.
Im Südwesten des Countys trennt die kontinentale Wasserscheide das Einzugsgebiet der über den Lake Traverse, den Bois de Sioux River, den Red River of the North, den Winnipegsee und den Nelson River erreichten Hudson Bay vom Little Minnesota River, der über den Minnesota River und den Mississippi zum Einzugsgebiet des Golfs von Mexiko gehört.
Der größte Zufluss des Lake Traverse ist der Mustinka River, der den Norden des Countys durchfließt.
An das Traverse County grenzen folgende Nachbarcountys:
| Richland County (North Dakota) | Wilkin County    | Grant County   |
|                                |                  |                |
| Roberts County (South Dakota)  | Big Stone County | Stevens County |

## Geschichte
Das Traverse County wurde am 20. Februar 1862 aus als frei bezeichnetem – in Wirklichkeit aber von Indianern besiedeltem – Territorium gebildet. Benannt wurde es nach dem Lake Traverse, der an der Westgrenze des Countys liegt.

## Demografische Daten
Nach der Volkszählung im Jahr 2010 lebten im Traverse County 3558 Menschen in 1604 Haushalten. Die Bevölkerungsdichte betrug 2,4 Einwohner pro Quadratkilometer. In den 1604 Haushalten lebten statistisch je 2,19 Personen.
Ethnisch betrachtet setzte sich die Bevölkerung zusammen aus 94,2 Prozent Weißen, 0,5 Prozent Afroamerikanern, 4,0 Prozent amerikanischen Ureinwohnern, 0,1 Prozent Asiaten sowie aus anderen ethnischen Gruppen; 1,1 Prozent stammten von zwei oder mehr Ethnien ab. Unabhängig von der ethnischen Zugehörigkeit waren 1,6 Prozent der Bevölkerung spanischer oder lateinamerikanischer Abstammung.
21,1 Prozent der Bevölkerung waren unter 18 Jahre alt, 49,0 Prozent waren zwischen 18 und 64 und 29,9 Prozent waren 65 Jahre oder älter. 50,3 Prozent der Bevölkerung war weiblich.

Das jährliche Durchschnittseinkommen eines Haushalts lag bei 44.773 USD. Das Pro-Kopf-Einkommen betrug 25.743 USD. 8,2 Prozent der Einwohner lebten unterhalb der Armutsgrenze.

## Ortschaften im Traverse County
Citys
- Browns Valley
- Dumont
- Tintah
- Wheaton

## Gliederung
Das Traverse County ist neben den vier Citys in 15 Townships eingeteilt:
| Township               | Einwohner (2010) | FIPS     |
| ---------------------- | ---------------- | -------- |
| Arthur Township        | 81               | 27-02314 |
| Clifton Township       | 75               | 27-11944 |
| Croke Township         | 75               | 27-13762 |
| Dollymount Township    | 77               | 27-16012 |
| Folsom Township        | 128              | 27-21554 |
| Lake Valley Township   | 237              | 27-35126 |
| Leonardsville Township | 107              | 27-36512 |
| Monson Township        | 133              | 27-43684 |

| Township         | Einwohner (2010) | FIPS     |
| ---------------- | ---------------- | -------- |
| Parnell Township | 60               | 27-49858 |
| Redpath Township | 48               | 27-53548 |
| Tara Township    | 92               | 27-64246 |
| Taylor Township  | 105              | 27-64300 |
| Tintah Township  | 33               | 27-64966 |
| Walls Township   | 65               | 27-67828 |
| Windsor Township | 66               | 27-70834 |